# 日盖洛夫卡农村居民点
日盖洛夫卡农村居民点（俄语：Жигайловское сельское поселение）是俄罗斯联邦别尔哥罗德州科罗恰区所属的一个农村居民点。其下辖有6个居民点，行政中心为日盖洛夫卡。据2016年统计，该农村居民点的人口为780人。